# 鹰爪虾
鹰爪虾（学名：Trachysalambria curvirostris）对虾科鹰爪虾属的一种甲壳动物，广泛分布于太平洋西部和印度洋北部海域。曾被划分为糙对虾属（Trachypenaeus）下的一种，故也称鹰爪糙对虾。

## 形态特征
鹰爪虾体长约60毫米左右。甲壳表面粗糙不平，密具细毛。虾体呈红黄色，但腹部各节前沿白色，弯曲时体表具乌爪形花纹故名鹰爪虾。

## 经济价值
鹰爪虾是产量较高的一种中型虾类，是中国渤海、黄海海域重要的经济虾类之一。